# Seebach (Saalach)
Der Seebach ist ein 5 km langer, linker Nebenfluss der Saalach in Bad Reichenhall im Landkreis Berchtesgadener Land.

## Verlauf
Der Bach beginnt als Abfluss des Seemösl nahe dem Thumsee und verläuft entlang Staatsstraße 2101 bis Karlstein. Dort fließt der Seebach nahe der Staufenstraße und dem Schönauer Weg bis ins Nonner Unterland, wo er sich in der Nähe des Hainbuchenplatzes mit dem Hammerbach vereint und ab dort Hosewasch genannt wird. Von der Quelle bis zur Mündung in die Saalach beträgt die Länge des Seebachs 5,3 km.
Vom Müllnerberg münden von Süden der Gfällgraben und das Amerangbachl beim Seebichl bzw. bei der Seebachkapelle in den Seebach.

## Baudenkmäler
Unterhalb des Seemösls befindet sich das Brunnhaus Seebichl der ehemaligen Soleleitung von Bad Reichenhall nach Traunstein und am Ortsrand von Karlstein steht neben dem Seebach die Seebachkapelle.